# Štír nejjedovatější
Štír nejjedovatější (Leiurus quinquestriatus) též známý jako štír smrtonoš, je druh štíra, který má nejúčinnější jed ze všech štírů na světě. Vzhledem k malé kapacitě jedového váčku uvnitř telsonu způsobí méně úmrtí než štír tlustorepý (Androctonus australis).

## Areál rozšíření
Leiurus quinquestriatus se vyskytuje v suchých až pouštních oblastech Afriky (Alžírsko, Čad, Egypt, Etiopie, Libye, Mali, Niger, Somálsko, Súdán a Tunisko) a Asie (Egypt, Izrael, Jordánsko, Kuvajt, Libanon, Omán, Katar, Saúdská Arábie, Sýrie, neevropské Turecko, Spojené arabské emiráty, Jemen).
Vytváří dva poddruhy: L. q. quinquestriatus (Ehrenberg, 1828), který se se vyskytuje v severní Africe a Čadu, Súdánu, Nigeru a Somálsku, a L. q. hebraeus (Birula, 1908), který se vyskytuje v Izraeli, Libanonu, Sýrii až po Katar, Omán a Jordánsko. L. q. hebraeus má hrubší články metasomy.

## Jedovatost

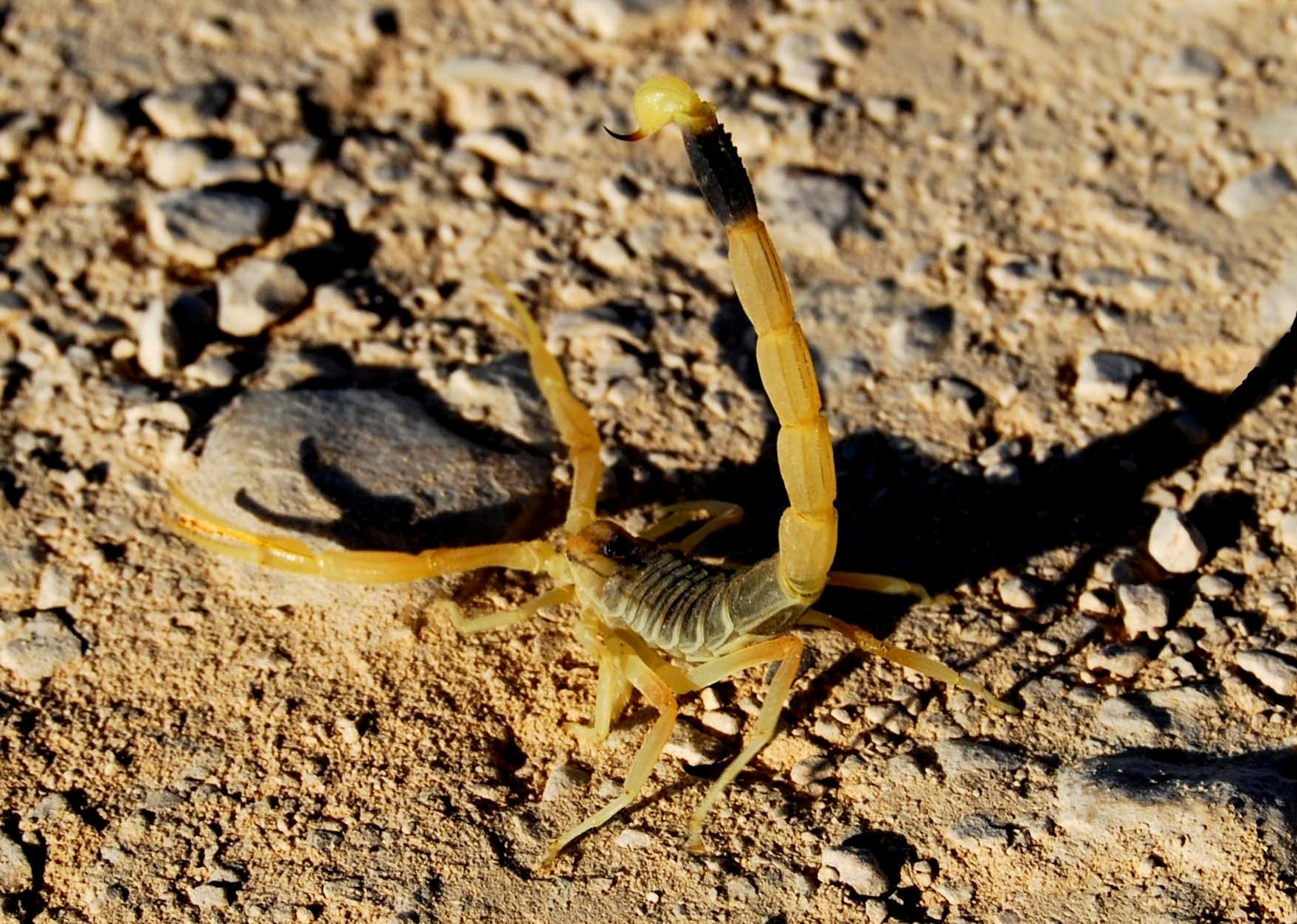
Deathstalker poblíž Tzehelim, Izrael

Bodnutí tímto štírem je nejbolestivějším bodnutím ze všech štírů. Po průniku jedu nebezpečných druhů do oběhu se dostavují celkové příznaky otravy. První známkou bývá bolest v nadbřišku, citlivost až spontánní bolestivost břišních svalů. Pacient pociťuje svírání, suchost a škrábání v hrdle a snaží se kašláním odstranit neexistující překážku v dýchacích cestách. Současně se objevují poruchy řeči. V téže době nemocný pociťuje neklid, úzkost a podrážděnost. Zvýšená sekrece žláz se projevuje sliněním, někdy se až tvoří řídká pěna kolem úst. Typickým příznakem je silné pocení. Dochází k uvolnění moči a stolice. Celkový neklid a svalové záškuby přecházejí v křeče. Dech se stává v dalším průběhu nepravidelný a postupně přechází v nepravidelné lapavé dechy. Smrt nastává zástavou dechu při obrně dýchacího centra a přímým účinkem jedu na buňky dýchacího centra. Průběh celého onemocnění bývá jen zřídka delší než 2 až 3 dny.[zdroj?]
Proti jeho jedu se vyrábí sérum.

## Chov
Chov je poměrně snadný, přesto se kvůli jedovatosti nedoporučuje. Tento štír je mnohem rychlejší, aktivnější, a hlavně agresivnější než podobný severoafrický štír Androctonus australis. Jako substrát do terária se hodí písek. Terárium musí mít minimální rozměry 30 × 20 × 20 cm (d. v. š.). Leiurus quinquestriatus si nevyhrabává nory. Jako úkryt je dobrý kámen, ale nesmí být podepřený tak, že jej může štír shodit a zavalit se. Leiurus quinquestriatus je poměrně aktivní a silný druh a i to, co vypadá pevně, nemusí být. Je nutné, aby teplota byla vyšší, až 35 °C ve dne s nočním poklesem na 25 °C. Vlhkost je nutné udržovat minimální, okolo 40 %. Štír při vyšší vlhkosti může onemocnět plísněmi a mohou mu černat a odpadávat končetiny. Vodu k napájení je třeba dodávat rosením terária jednou měsíčně v dostatečném množství, které štíra uspokojí a neublíží mu. S výjimkou páření je nutné chovat štíry odděleně, a to i mláďata.
Neměl by být chován nikým jiným než vědci a zkušenými chovateli.